# Hermann Traub

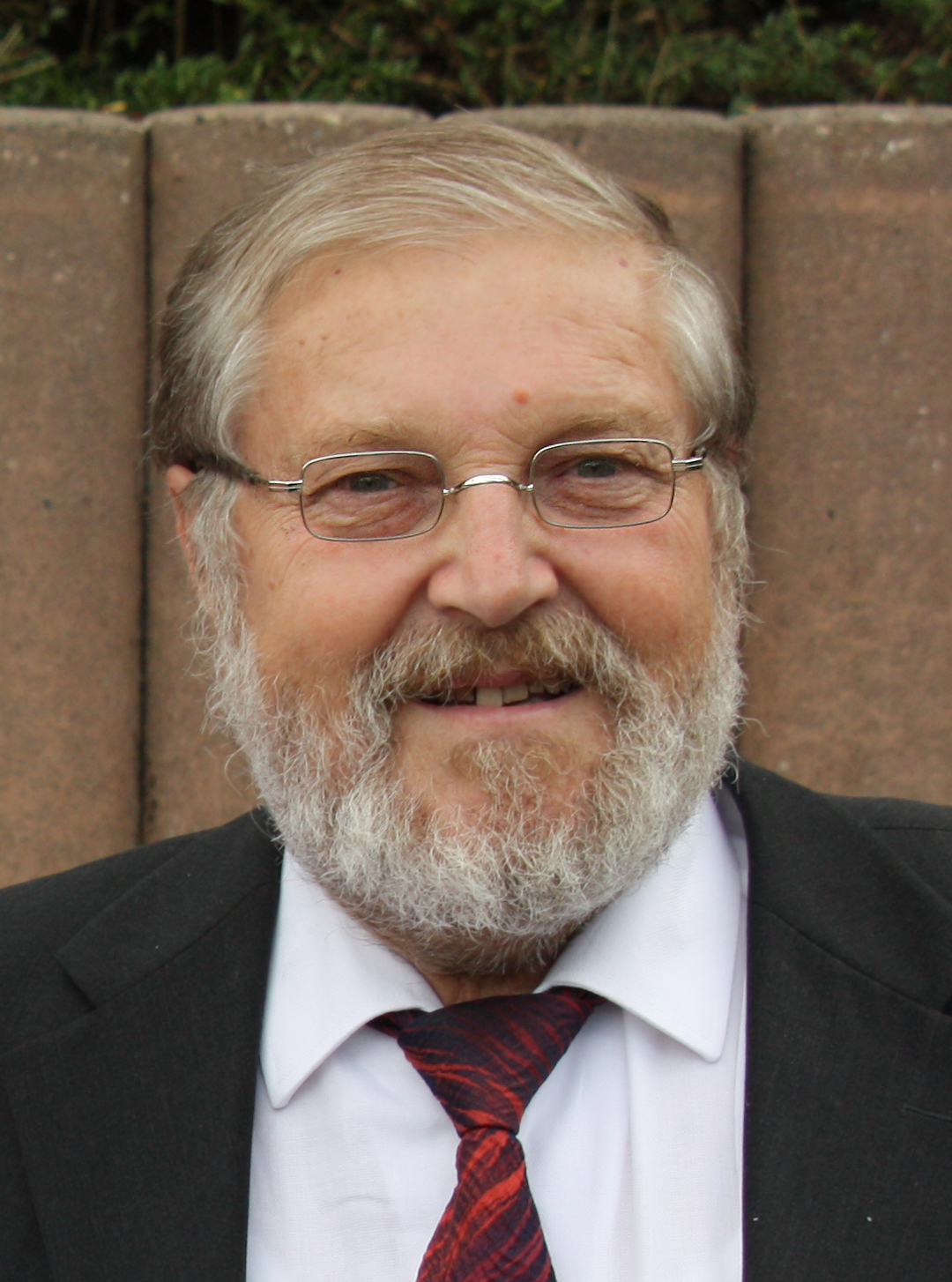
Hermann Traub im Jahr 2011

Hermann Traub (* 11. Februar 1944 in Brettach; † 2. November 2013 in Bad Herrenalb) war ein deutscher evangelikaler Theologe, Pfarrer der Evangelischen Landeskirche in Baden und bedeutender Leiter der evangelikalen und missionarischen Bewegung.

## Leben und Wirken
Nach dem Besuch der Volksschule arbeitete er zunächst in der elterlichen Landwirtschaft mit und begann dann 1959 eine Lehre als Schriftsetzer. Nach seiner Bekehrung als 16-Jähriger war er in der Jugendarbeit aktiv. 1964 begann er, motiviert durch den Besuch der EC-Tagung der überkonfessionell-christlichen EC-Jugendbewegung Entschieden für Christus, ein Studium am Theologischen Seminar der Liebenzeller Mission, dem sich von 1968 bis 1970 ein Gemeinde-Praktikum in Oberöwisheim, Colmberg und beim CVJM in Winterbach anschloss. Danach war Traub bis 1977 Jugendreferent in den Dekanaten Schorndorf und Welzheim. Von 1977 bis 1980 war er CVJM-Landessekretär im CVJM Bayern, von 1981 bis 1993 Generalsekretär des CVJM Baden, trieb ab 1991 den Auf- und Ausbau des CVJM-Lebenshaus Schloss Unteröwisheim voran und war Mitgründer und Mitautor der Zeitschrift CVJM-Life. Von 1993 bis 2001 leitete er das CVJM-Ostwerk und war Mitbegründer des CVJM-Missio-Centers in Berlin-Mitte. Zwischen 2001 und 2007 war er Pfarrer in Remchingen-Singen bei Pforzheim. Sonntags stand er nicht nur auf Kanzeln badischer Kirchen, sondern auch auf jenen in den Häusern des Liebenzeller Gemeinschaftsverbandes. Von 2006 an war Traub ehrenamtlicher Vorsitzender der „ChristusBewegung Baden“ (früher: Evangelische Vereinigung für Bibel und Bekenntnis in Baden). Zudem war er Vorsitzender der „Arbeitsgemeinschaft Jugendevangelisation“. Von 2007 bis zu seinem Tod war er erster Vorsitzender des Pinéa-Programmgruppe e. V., der sich für das Urlaubsprogramm und Gästebetreuung in der christlichen Ferienanlage „Résidence Pinéa“ auf der französischen Mittelmeerinsel Korsika engagiert. Darüber hinaus wirkte Traub als Referent bei Freizeiten und Schiffsreisen mit. Seine Reisetätigkeit führte ihn in viele europäische Länder. Seine besondere Liebe galt Rumänien, wo er zu Vorträgen an der Theologischen Fakultät in Klausenburg/Siebenbürgen unterwegs war. Von 2011 bis zu seinem Tod war er 1. Vorsitzender des Vereins „missionarisch unterwegs“.
In den 1980er Jahren übernahm Traub die Redaktionsleitung der Bibellesehilfe „Start in den Tag“. Als Mitglied des Herausgeberkreises Bibellesen war er an der Weiterentwicklung von Bibellesehilfen wie „Termine mit Gott“ und „Bibel für heute“ beteiligt. Jede Woche veröffentlichte der vielseitig begabte Theologe auch einen bebilderten geistlichen Impuls für Pfarrer zur Veröffentlichung in den Gemeinden. Er schrieb Texte für Andachtsbücher und zur täglichen Bibellese und hielt Lesungen bei missionarischen Abenden mit Musik und Bildpräsentationen. Traub gehörte zum Pfarrerinnen- und Pfarrer-Gebetsbund (PGB) in Baden, war Mitglied im Trägerkreis des Evangeliums-Rundfunks (ERF Medien) sowie in der Redaktion und im Trägerkreis der badischen christlichen Zeitschrift "hoffen + handeln".
Er wusste sich der Kirche sehr verpflichtet und forderte sie in seinen Predigten immer wieder dazu auf, sich auf den biblischen Grundauftrag zu konzentrieren: Predigt, Evangelisation und Aufbau aktiver geistlicher Gemeinschaft. Im Juni 2013 initiierte er mit 35 Pfarrerkollegen eine sogenannte „Unteröwisheimer Erklärung“, die zu einer grundlegenden geistliche Erneuerung der badischen Landeskirche aufrief. Ein sehr starkes Echo bekam auch sein Aufruf für mehr Toleranz der Kirche gegenüber messianischen Juden.
2013 starb er während einer Rüstzeit von Kirchengemeinderäten.

## Ehrungen
- 1999 wurde er für seine Mithilfe beim Aufbau Ost mit dem Traugott-Bender-Preis der Baden-Württembergischen Landes-CDU im Auftrag des damaligen Ministerpräsidenten Erwin Teufel ausgezeichnet, überreicht durch die Politiker Günther Oettinger und Volker Kauder.[10]
- Für die gemeinsame Aufbauarbeit des CVJM-Missio-Centers erhielt seine Frau Silke 2015 das Goldene Weltbundabzeichen des CVJM.[11]

## Privates
Im Juni 1972 heirateten Hermann Traub und Silke Holzmüller. Das kinderlose Ehepaar adoptierte 1989 die achtjährige Jasmin. Den Ruhestand verbrachte das Ehepaar in Kraichtal-Oberöwisheim.

## Veröffentlichungen (Auswahl)
- Analyse vom Unfrieden. 5 Anspiele zur Verkündigung, Verlag der Liebenzeller Mission, Bad Liebenzell 1969
- Jesus, up to date. 10 Rundfunkreden, Verlag der Liebenzeller Mission, Bad Liebenzell 1972, ISBN 3-921113-26-1
- Zum Leben eingeladen. Sprachmotetten, Anspiele, Verkündigungsspiele in Jugendarbeit und Gemeinde, Verlag der Liebenzeller Mission, Bad Liebenzell 1978, ISBN 3-88002-053-1
- Ich baue mein Lebenshaus, Aussaat-Verlag, Neukirchen-Vluyn 1984, ISBN 3-7615-3228-8
- Blöken kann jedes Schaf. Seriöse Berichte von Betroffenen, SCM R. Brockhaus, Wuppertal und Zürich 1993, ISBN 3-417-20841-6
- Trotzdem geliebt. Trost für uns, Johannis-Verlag, Lahr 1995, ISBN 3-501-05912-4
- Es ist dir gesagt, Mensch, was gut ist, Johannis-Verlag, Lahr 1995, ISBN 3-501-07042-X
- Skandal im Schlafgemach. Das Exklusiv-Interview und andere ungewöhnliche Bibelreportagen, SCM R. Brockhaus, Wuppertal 1998, ISBN 3-417-20870-X
- Das Boot gehört ins Wasser. Überlebensgeschichten eines Normalchristen, Johannis-Verlag, Lahr 2002, ISBN 3-501-01436-8
- Leben ist viel mehr. Gottes Segen zur Konfirmation, Johannis-Verlag, Lahr 2003, ISBN 3-501-05943-4
- Ein ganz persönlicher Gruß zur Konfirmation, Johannis-Verlag, Lahr 2004, ISBN 3-501-07418-2
- Hrsg., mit Hermann Kölbel: Danke, du hast mitgebaut, Johannis-Verlag, Lahr 2004, ISBN 3-501-05659-1
- Maulwurfsgeschichten. Überraschende Einsichten eines Kurzsichtigen, Brunnen Verlag (Gießen) 2005, ISBN 3-7655-3799-3
- Hrsg., mit Silke Traub: Das geknickte Rohr. Überlebensgeschichten zweier Normalchristen, Johannis-Verlag, Lahr 2006, ISBN 978-3-501-01523-0, ISBN 3-501-01523-2
- Du hast Zukunft. Wünsche zur Konfirmation, Johannis-Verlag, Lahr 2006, ISBN 3-501-52043-3
- Ein Leben voller Farben, Johannis-Verlag, Lahr 2007, ISBN 978-3-501-52067-3, ISBN 3-501-52067-0, ISBN 978-3-501-52068-0, ISBN 3-501-52068-9
- Starkes Leben. Ein Buch zur Konfirmation, Johannis-Verlag, Lahr 2008, ISBN 978-3-501-52082-6, ISBN 978-3-501-52081-9
- Entdecke das Leben. Ein Buch zur Konfirmation, Johannis-Verlag, Lahr 2008, ISBN 978-3-501-05824-4
- Hrsg., mit Fotos von Hermann Kölbel: Lauter Segen, Johannis-Verlag, Lahr 2008, ISBN 978-3-501-05825-1
- Dein Leben – mehr als ein Spiel, Johannis-Verlag, Lahr 2009, ISBN 978-3-501-52084-0, ISBN 978-3-501-52083-3
- Hrsg., mit Silke Traub: „Herr Pfarrer, Sie kommen zu früh!“ Neue Überlebensgeschichten, Johannis-Verlag, Lahr 2009, ISBN 978-3-501-01616-9
- Hrsg., mit Hermann Kölbel: Lauter Glück. MediaKern-Verlag, Friesenheim-Schuttern 2011, ISBN 978-3-8429-3508-2
- MutChristen. Für einen Neuanfang in Kirche und Gemeinde. MediaKern, Friesenheim-Schuttern 2011, ISBN 978-3-8429-1302-8
- Bist du blind? Betrachtungen aus dem Maulwurfshügel. Brunnen-Verlag, Gießen 2011, ISBN 978-3-7655-4119-3